# Breznica (Croazia)
Breznica è un comune della Croazia di 2 304 abitanti della regione di Varaždin. In italiano Regione di Zagabria, ed è situata vicino alla città di Zagabria, capitale della Croazia. Invece il territorio geograficamente è pianuroso.